# 吕相
吕相（？—前570年），又称魏相，中国春秋时期政治人物，魏氏、吕氏。魏犨的孙子，魏錡之子。在华元弭兵之后，晋厉公决定讨伐秦国。周簡王八年（前578年）四月初五戊午日，晋厉公派吕相（魏相）作为使者，正式宣布与秦绝交。吕相作《绝秦书》，文章华美，措辞激昂。成语勠力同心、痛心疾首、惟利是视就出自《绝秦书》。前573年，晋悼公为了褒扬吕相的功劳，封吕相为下军将。前570年十二月，吕相去世，谥号吕宣子。